# Emenista
Emenista bisinuosa es una especie de araña perteneciente a la familia Linyphiidae, dentro de la subfamilia Erigoninae. Fue descrita por el aracnólogo francés Eugène Simon en 1894.
Es la única especie del género monotípico Emenista, lo que significa que no se han identificado otras especies dentro de este género hasta la fecha.

## Distribución
La especie es endémica de Sri Lanka, en el sur de Asia, donde habita en ambientes húmedos y boscosos.
Es un endemismo de India.